# جورج سيرافان كولان

جورج سيرافان كولان Georges Séraphin Colin (1893-1977م) هو مستشرق فرنسي.
من آثاره: «معجم اصطلاحي للغة المراكبية في النيل»، 1922 م و «متن إسباني عربي في الحسبة»، 1931 م، بالاشتراك مع ليفي بروفنسال.